# 5852 Нанетт
5852 Нанетт (5852 Nanette) — астероїд головного поясу, відкритий 19 квітня 1991 року.
Тіссеранів параметр щодо Юпітера — 3,241.